# Ханський платан (Шекі)
Ханський платан, або Ханський чинар (азерб. Xan Çinarı — знамените дерево, місцева визначна пам'ятка. Росте в місті Шекі (Азербайджан) на території Палацу шекінських ханів, що входить до Державного історико-архітекртурний заповідник «Юхарі-баш». Вік дерева оцінюється приблизно 5 століть

## Опис

Ханський платан в Шекі

Ханський чинар, занесений до Червоної Книги Азербайджану, знаходиться на території Палацу шекінських ханів, в місті Шекі. Дерево було посаджено в 1530 році. Окружність дерева 11,5 метра, висота — 34 метри

## Історія
Тарана Абдуллаєва, директорка Азербайджанського державного історико-архітектурного заповідника «Юхарі-баш», зазначає, що вік двох величних чинарфів, що знаходяться на території Палацу шекінських ханів у місті Шекі, набагато більше, ніж вік самого палацу (XVIII століття). При цьому чинари оберігають палац від вітру, дощу і спеки, що важливо для історичної пам'ятки, яка є кандидатом на внесення в список Всесвітньої спадщини ЮНЕСКО .

## Див. також

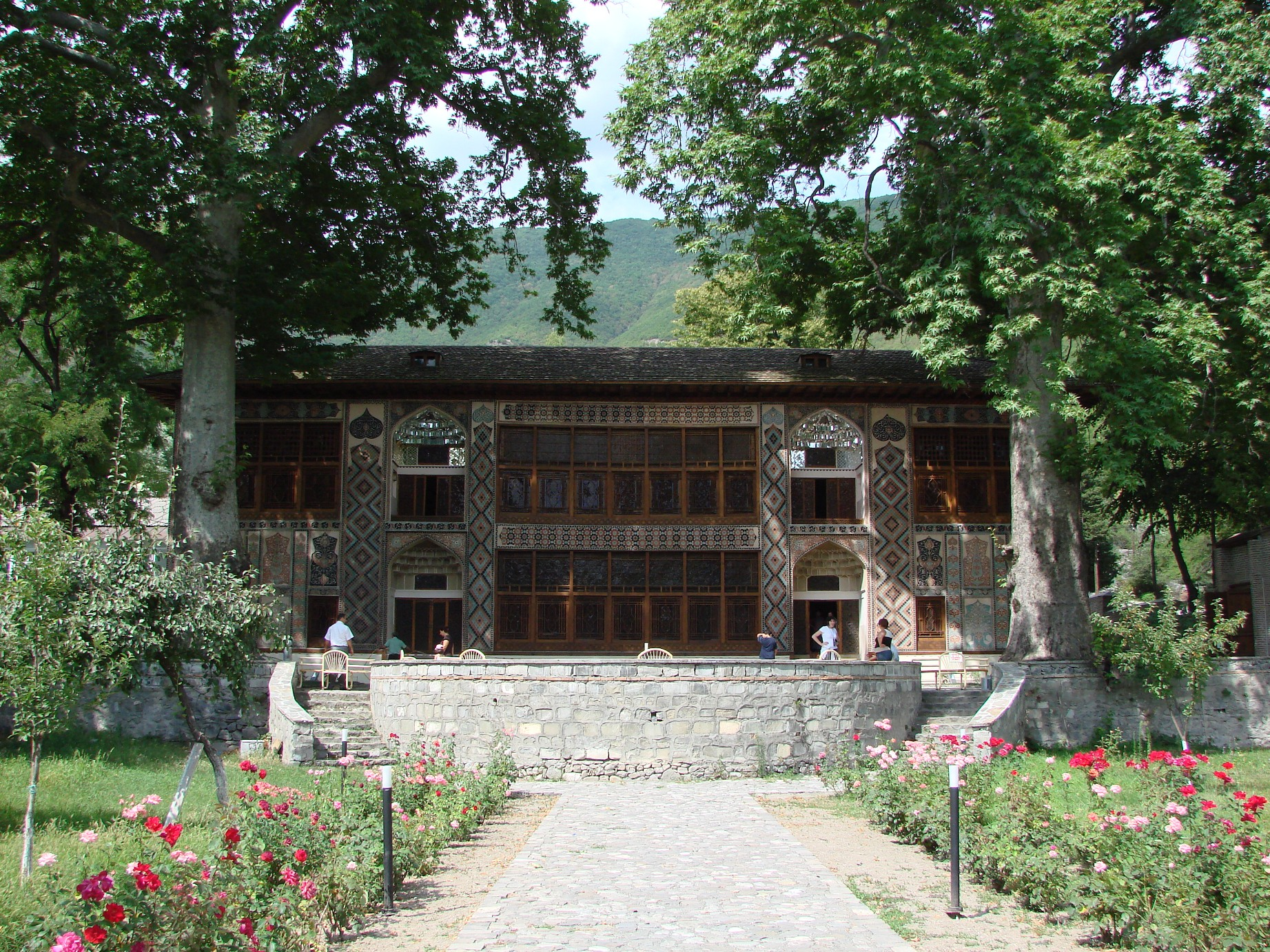
Два величних чинари перед Палацом шекінських ханів у Шекі (Азербайджан)